# Баћина (Плоче)
Баћина је насељено место у саставу града Плоче, Дубровачко-неретванска жупанија, Република Хрватска.

## Историја
До територијалне реорганизације у Хрватској налазила се у саставу старе општине Плоче.

## Становништво
На попису становништва 2011. године, Баћина је имала 572 становника.
| Број становника по пописима | Број становника по пописима | Број становника по пописима | Број становника по пописима | Број становника по пописима | Број становника по пописима | Број становника по пописима | Број становника по пописима | Број становника по пописима | Број становника по пописима | Број становника по пописима | Број становника по пописима | Број становника по пописима | Број становника по пописима | Број становника по пописима | Број становника по пописима |
| --------------------------- | --------------------------- | --------------------------- | --------------------------- | --------------------------- | --------------------------- | --------------------------- | --------------------------- | --------------------------- | --------------------------- | --------------------------- | --------------------------- | --------------------------- | --------------------------- | --------------------------- | --------------------------- |
| 1857                        | 1869                        | 1880                        | 1890                        | 1900                        | 1910                        | 1921                        | 1931                        | 1948                        | 1953                        | 1961                        | 1971                        | 1981                        | 1991                        | 2001                        | 2001                        |
| 451                         | 502                         | 381                         | 463                         | 491                         | 499                         | 708                         | 747                         | 290                         | 247                         | 205                         | 115                         | 78                          | 714                         | 578                         | 572                         |

Напомена: У 1857, 1869, 1921. и 1931. садржи део података за насеља Плоче и Перачко Блато.

### Попис1991.
На попису становништва 1991. године, насељено место Баћина је имало 714 становника, следећег националног састава:
| Попис 1991.‍  | Попис 1991.‍  | Попис 1991.‍ | Попис 1991.‍ | Попис 1991.‍ |
| ------------ | ------------ | ----------- | ----------- | ----------- |
|              |              |             |             |             |
| Хрвати       | Хрвати       |             | 586         | 82,07%      |
| Југословени  | Југословени  |             | 32          | 4,48%       |
| Срби         | Срби         |             | 23          | 3,22%       |
| Муслимани    | Муслимани    |             | 10          | 1,40%       |
| Албанци      | Албанци      |             | 7           | 0,98%       |
| Црногорци    | Црногорци    |             | 7           | 0,98%       |
| Мађари       | Мађари       |             | 5           | 0,70%       |
| Македонци    | Македонци    |             | 4           | 0,56%       |
| Словенци     | Словенци     |             | 1           | 0,14%       |
| Чеси         | Чеси         |             | 1           | 0,14%       |
| остали       | остали       |             | 1           | 0,14%       |
| неопредељени | неопредељени |             | 10          | 1,40%       |
| регион. опр. | регион. опр. |             | 24          | 3,36%       |
| непознато    | непознато    |             | 3           | 0,42%       |
| укупно: 714  |              |             |             |             |